# 지아키 미노루

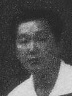
1956

지아키 미노루(千秋 実, 1917년 4월 28일 ~ 1999년 11월 1일)는 홋카이도 비후카정 출신의 일본 배우이다. 구로사와 아키라 감독의 영화 《7인의 사무라이》, 《숨겨진 요새의 세 악인》 등에 출연했다.

## 출연

### 영화
- 1949년 《들개》
- 1950년 《추문》
- 1950년 《라쇼몽》
- 1951년 《백치》
- 1952년 《이키루》
- 1954년 《7인의 사무라이》
- 1955년 《생존의 기록》
- 1957년 《거미집의 성》
- 1957년 《밑바닥》
- 1958년 《숨겨진 요새의 세 악인》
- 1963년 《천국과 지옥》
- 1985년 《꽃 한 잎》